# SONGBOOK 〜Connoisseur Series〜
『SONGBOOK 〜Connoisseur Series〜』（ソングブック 〜コノイッサー・シリーズ〜）は、キリンジのセルフカヴァー・アルバムである。

## 概要
- キリンジの堀込泰行、堀込高樹がそれぞれ他アーティストに提供した楽曲をセルフカヴァーしたものをDISC 1に、オリジナルの音源をDISC 2に収録しているが、収録曲は若干異なる。

## 収録曲

### DISC 1（COVER SIDE）
1. jelly fish
  - 作詞:akko  作曲：堀込泰行
2. ロマンチック
  - 作詞：土岐麻子　作曲：堀込高樹
3. ハルニレ
  - 作詞：Keyco　作曲：堀込泰行
4. 髪をほどいて
  - 作詞：bird  作曲：堀込高樹
5. 若葉の頃や
  - 作詞：中納良恵　作曲：堀込泰行
6. わたしの青い空
  - 作詞・作曲：堀込高樹
7. お針子の唄
  - 作詞・作曲：堀込高樹
8. それもきっとしあわせ
  - 作詞：堀込高樹　作曲：堀込泰行

### DISC 2（FORMAL SIDE）
1. わたしの青い空（藤井隆）
2. 髪をほどいて（bird）
3. ロマンチック（土岐麻子）
4. ハルニレ（Keyco）
5. 若葉の頃や（畠山美由紀）
6. somewhere in TOKYO（古内東子）
  - 作詞：古内東子　作曲：堀込高樹
7. 愛が私に教えてくれたこと（松たか子）
  - 作詞：松本隆　作曲：堀込泰行
8. それもきっとしあわせ（鈴木亜美 joins キリンジ）
9. プールの青は嘘の青（南波志帆）
  - 作詞・作曲：堀込高樹
10. 春の嵐（ミズノマリ）
  - 作詞・作曲：堀込高樹